# Lakheri
Lakheri là một thành phố và khu đô thị của quận Bundi thuộc bang Rajasthan, Ấn Độ.

## Địa lý
Lakheri có vị trí 25°40′B 76°10′Đ / 25,67°B 76,17°Đ Nó có độ cao trung bình là 227 mét (744 feet).

## Nhân khẩu
Theo điều tra dân số năm 2001 của Ấn Độ, Lakheri có dân số 26.910 người. Phái nam chiếm 52% tổng số dân và phái nữ chiếm 48%. Lakheri có tỷ lệ 64% biết đọc biết viết, cao hơn tỷ lệ trung bình toàn quốc là 59,5%: tỷ lệ cho phái nam là 77%, và tỷ lệ cho phái nữ là 50%. Tại Lakheri, 14% dân số nhỏ hơn 6 tuổi.